# Budova Slovenského rozhlasu

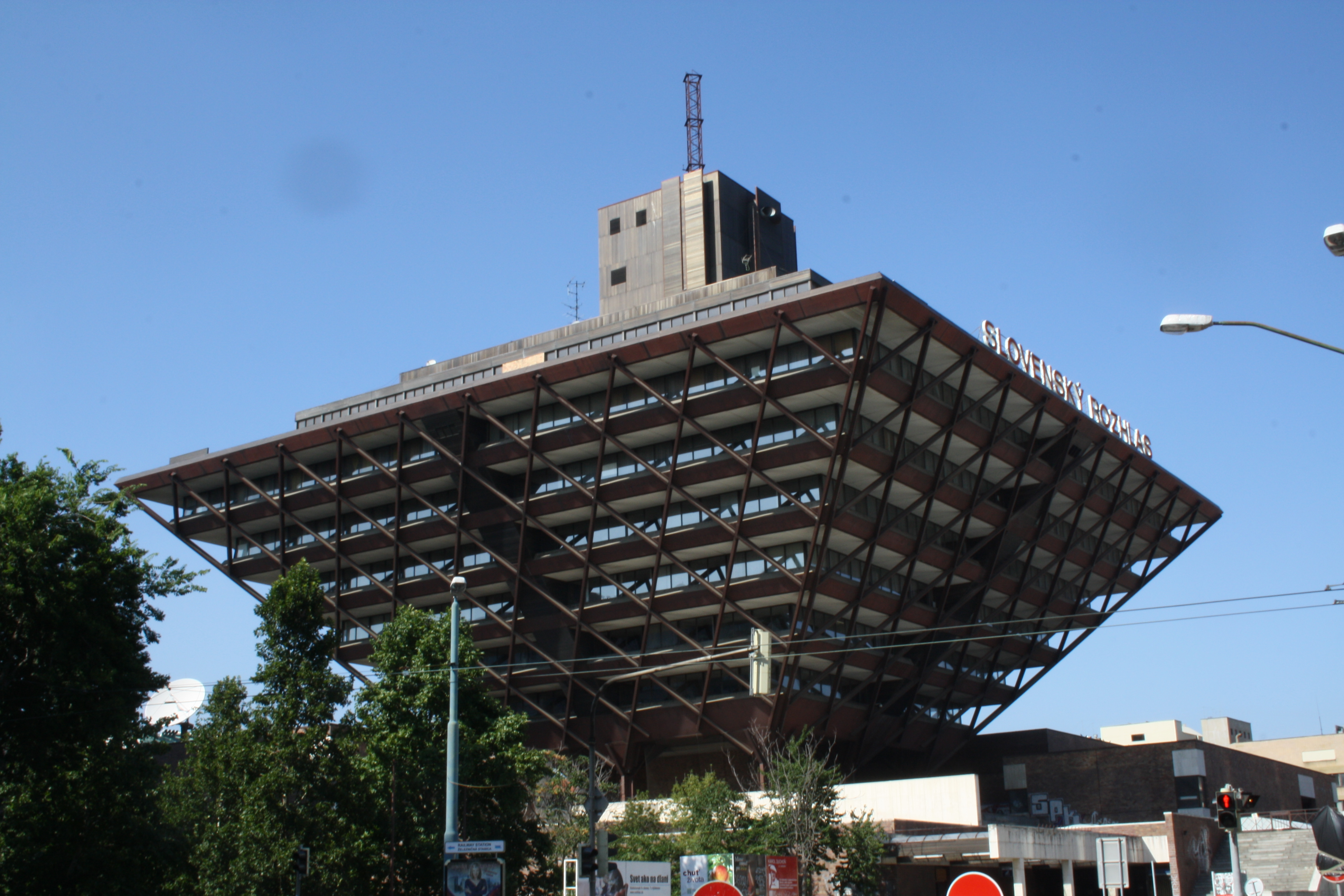
Budova Slovenského rozhlasu z ulice Imricha Karvaša

Budova Slovenského rozhlasu je budova v Mýtné ulici v Bratislavě z roku 1983, původně určená pro Československý rozhlas, později pro Slovenský rozhlas.
Je postavena z ocelové konstrukce ve tvaru obrácené pyramidy. Autory projektu jsou Štefan Svetko, Štefan Ďurkovič a Barnabáš Kissling. Projekt vznikl v roce 1967. Stavba byla dokončena až v roce 1983. Obsahuje velkorysé vnitřní prostory, vynikající koncertní síň a dobře vybavená nahrávací studia. Jsou zde umístěny i jedny z největších varhan na Slovensku. Celková výška budovy po vrchol antény je 80 metrů. Je nositelem titulu Stavba století na Slovensku v kategorii Společenské stavby.
Se zkušebním vysíláním z této budovy se začalo v roce 1984. Pravidelné vysílání probíhá od 27. března 1985.

## Architektura
Budova Slovenské rozhlasu, jedna z architektonických dominant Bratislavy, byla postavena v době, kdy umění ovládal socialistický realismus. Domácí i zahraniční architektonické kruhy jí však přiznávají i pozitivní hodnoty. V rámci města jde o výjimečnou budovu, koncept svědectví doby, ve které vznikala. Tato doba byla příznivě nakloněna velkorysým řešením. Právě proto mohli jeho tvůrci experimentovat, použít progresivní technologie a konstrukční principy.
Budova byla navržena v době politického uvolnění. O autorech budovy rozhlasu rozhodla soutěž v roce 1963. Vítězem se stal architekt Miloš Chorvat, investor se však po zvážení všech pro a proti rozhodl realizovat druhý nejvyšší oceněný návrh architektonického kolektivu Štefan Svetko, Štefan Ďurkovič a Barnabáš Kissling, jehož formu tvořila obrácená pyramida z ocelové konstrukce budovy, která je o váze 350 tun a byla vyrobena v roce 1976 v provoze MOSTÁRNA, v tehdejším státním podniku Vítkovické železárny Klementa Gottwalda v Ostravě. Společná představa se formovala delší dobu, ale skupina se shodovala v jednom, vyhnout se oblíbené zavedené koncepci "plackovežáku". Většina institucí se totiž v období socialistického realismu stavěla tak, že vstupní a společenské prostory byly sdružené v nízké ploché části, ke které přilepili věžák s administrativou. V návrhu šlo o to, jaká bude čitelnost obsahu budovy z její formy. Budova se neměla projevit navenek jako obyčejná administrativa. Urbanistické začlenění vycházelo z konceptu tzv. příčné osy - městského bulváru širokého 90 m, který měl procházet z Hlavního nádraží pod Medickou zahradu a Ondrejským hřbitovem a ústit do prostoru kulturně-společenského centra.
Rozložité prostory, které rozhlas na svůj provoz nezbytně potřebuje, museli architekti soustředit na malém půdorysu. Jelikož radikálně odmítali verzi třiceti pater nad sebou, zpočátku uvažovali o rovném domě s ustoupení na koncích. Postupně však dospěli k symetrické kompozici ocelového koše, která měla výhodu, že dokázala udržet samu sebe - podobně jako koš z proutí. Tak vznikl tvar obrácené pyramidy, který okamžitě vyvolal mezi obyvatelstvem vznik fám a teorií. Od tvrzení, že jde o zmenšeninu Cheopsovy pyramidy, po úvahy nad negativními energiemi, které taková stavba do svého okolí vyzařuje.[zdroj?] Konečná forma budovy vyplynula totiž z její funkce a potřeb a byla úzce provázána s použitým materiálem - ocelí.

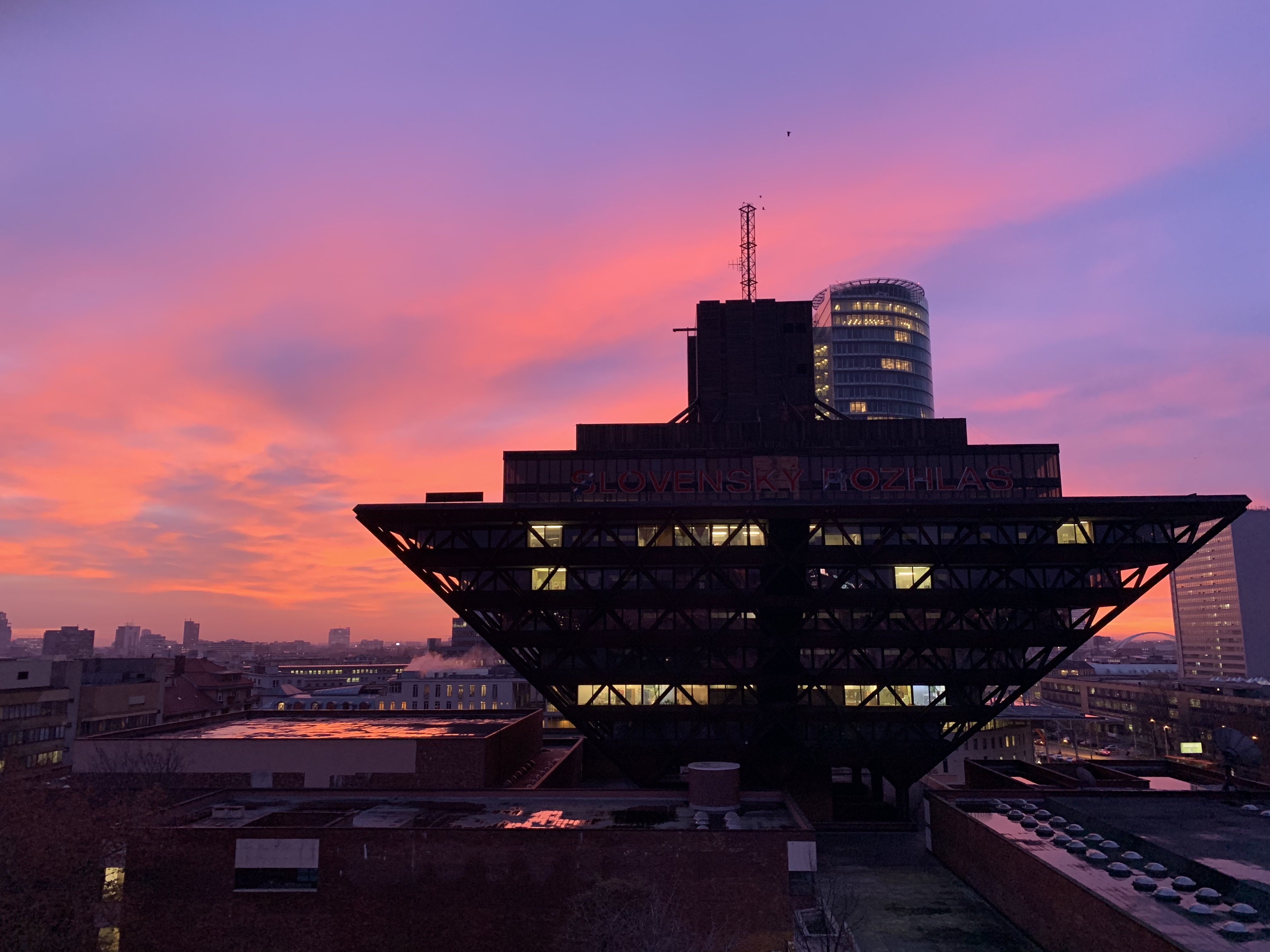
Budova Slovenského rozhlasu za svítání

Na Slovensku byl rozhlas prakticky první ocelovou budovou. Toto prvenství však s sebou přineslo několik nevýhod. Jelikož stavitelé nebyli na práci s ocelovou konstrukcí zvyklí a kontakty se světovým vývojem byly více než chabé, učili se na vlastních chybách. Spojovací systémy použité na stavbě rozhlasu vymýšleli architekti takříkajíc na koleně ve spolupráci s dělníky. Stalo se také, že na sluneční straně začala ocelová konstrukce v létě praskat. Selhávaly často základní věci, dělníci nebyli zvyklí pracovat profesionálně, precizně, takže samotní architekti trávili víkendy čištěním obkladů, ušpiněných od malty. Podle Svetka jsou některé místnosti rozhlasu i dnes "upravené hůř než stáje", což je pro autora takového projektu víc než ponižující.
Budova rozhlasu má mohutnou podnož s hlavními nahrávacími zařízeními, které jsou důkladně odizolovány od jakéhokoli hluku. Její ploché střechy s více rovinami tvoří rozsáhlé terasy, v nichž se ozývá vize moderního rozvolnění města, rozvinutá o pozdní moderní mimoúrovňové terasy. Z nich měly vycházet mosty spojující tento komplex přes okolní komunikace s přilehlými objekty a tvořící součást okolních pěších tras. Nad podnožím stojí na devíti mohutných křížových stojkách redakční a vysílací část. Pracoviště redakcí se nacházejí za sítí diagonálních ocelových vazníků, které zároveň tvoří vzhledovou strukturu fasády. Střed pyramidy tvoří železobetonové komunikační jádro a mezi ním a obalem se směrem nahoru rozšiřuje vnitřní hala. Přechází na výšku pěti podlaží. Největší přínos znamenala interiérová úprava budovy rozhlasu. Trojice autorů zamýšlela vytvořit jakousi kancelářskou krajinu, plnou světla, zeleně, vzduchu. Prostory šesti podlaží měly být otevřené a vzájemně provázané. Tuto myšlenku se však nepodařilo realizovat do detailů, zůstala jen torzem.

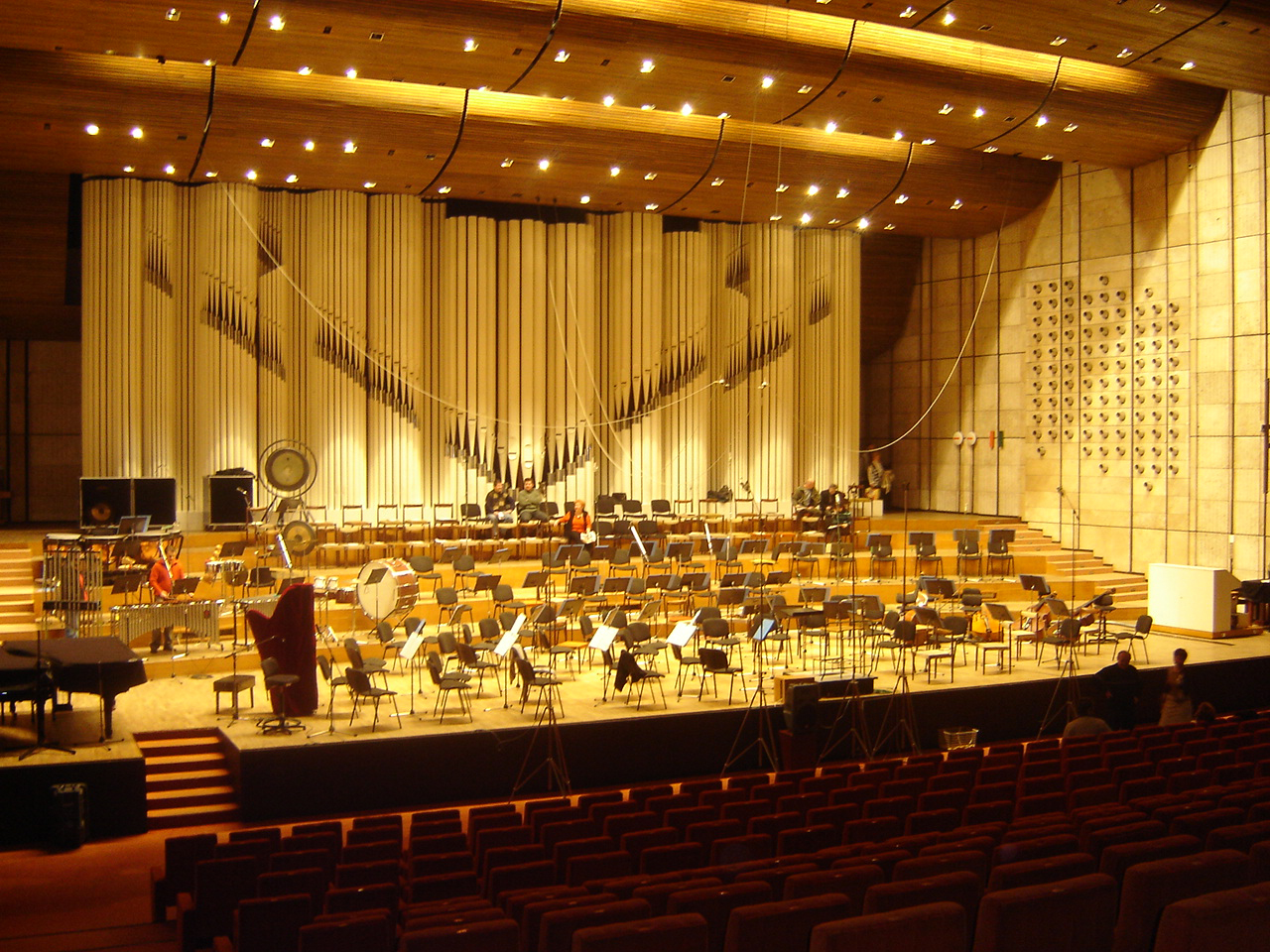
Koncertní sál, vybavený největšími varhanami na Slovensku

V interiérech rozhlasu se najdou rarity, jakou je například Velké koncertní studio. Sál visí v prostoru na ocelové konstrukci s pružinami shora. Dříve se kovové pružiny umisťovaly ve spodních částech akusticky náročných prostor, opotřebovaly se a časem ztrácely smysl. V koncertním sále rozhlasu nesou mnohem menší zátěž, je k nim volný přístup a lze je vyměňovat.
Ne všechny původní záměry Svetka, Ďurkoviče a Kisslinga se dočkaly uskutečnění. Architekti plánovali využití teras a bezprostředního okolí budovy rozhlasu ve prospěch kulturního života, zamýšleli také další stavby. Navržený komplex rozhlasového centra se neměl uzavírat do sebe. Vytváří bohaté společenské prostředí, výtvarně i účelově velmi působivé, organizující široké zájmové území. Mezi uvažovanými okolními budovami měl být rozhlas, jak dnes vidíme sám o sobě dost vysoký, pouze drobnou stavbou. Vize velké modernizace této části města stála na starší myšlence, podle které se měla tudy táhnout chybějící okružní městská komunikace. V době, kdy Slovenský rozhlas vznikal, byla Mýtná ulice téměř periferní částí Bratislavy. Rozhlas měl být jednou z prvních budov, které později vytvoří příčnou osu městské zástavby, tedy jakýsi přechod mezi Starým a Novým Městem. Příčná osa byla nápadem architekta Hrušky. Její začátek plánoval v predstaničním prostoru, pokračovala by vedle v areálech vysokých škol. Měla obsahovat ubytovací, kulturní, společenské a sportovní zařízení a také koncepčně soustředit vládní budovy. Projekt zůstal nezrealizovaný. Stavba byla dokončena až v roce 1985. Po roce 1989, když se monopol velkého a jediného státního rozhlasu rozplynul, se ukázalo, že provoz může fungovat i ve skromnějších prostorách. Budova se také začala zpochybňovat z hlediska provozní náročnosti.